# Želatovice
Želatovice (en allemand : Schelatowitz) est une commune du district de Přerov, dans la région d'Olomouc, en République tchèque. Sa population s'élevait à 553 habitants en 2020.

## Géographie
Želatovice se trouve à 4 km à l'est du centre de Přerov, à 25 km au sud-est d'Olomouc et à 233 km à l'est-sud-est de Prague.
La commune est limitée par Tučín au nord, par Podolí et Čechy à l'est, par Beňov au sud et par Přerov à l'ouest.

## Histoire
La première mention écrite de la localité date de 1282.

## Transports
Par la route, Želatovice se trouve à 5 km du centre de Přerov, à 29,5 km d'Olomouc et à 290 km de Prague.